# Sept-Saulx
Sept-Saulx és un municipi francès, situat al departament del Marne i a la regió del Gran Est. L'any 2007 tenia 567 habitants.

## Demografia

### Població
El 2007 la població de fet de Sept-Saulx era de 567 persones. Hi havia 202 famílies, de les quals 28 eren unipersonals (8 homes vivint sols i 20 dones vivint soles), 67 parelles sense fills, 95 parelles amb fills i 12 famílies monoparentals amb fills.
La població ha evolucionat segons el següent gràfic:
Habitants censats

### Habitatges
El 2007 hi havia 212 habitatges, 201 eren l'habitatge principal de la família, 2 eren segones residències i 8 estaven desocupats. 208 eren cases i 2 eren apartaments. Dels 201 habitatges principals, 169 estaven ocupats pels seus propietaris, 27 estaven llogats i ocupats pels llogaters i 6 estaven cedits a títol gratuït; 2 tenien una cambra, 9 en tenien tres, 54 en tenien quatre i 136 en tenien cinc o més. 169 habitatges disposaven pel capbaix d'una plaça de pàrquing. A 71 habitatges hi havia un automòbil i a 121 n'hi havia dos o més.

### Piràmide de població
La piràmide de població per edats i sexe el 2009 era:
| Homes | Edats   | Dones |
| ----- | ------- | ----- |
| 0     | 95 o +  | 0     |
| 0     | 90 a 94 | 0     |
| 0     | 85 a 89 | 4     |
| 0     | 80 a 84 | 4     |
| 8     | 75 a 79 | 4     |
| 4     | 70 a 74 | 12    |
| 4     | 65 a 69 | 0     |
| 8     | 60 a 64 | 8     |
| 24    | 55 a 59 | 12    |
| 28    | 50 a 54 | 24    |
| 24    | 45 a 49 | 20    |
| 16    | 40 a 44 | 28    |
| 24    | 35 a 39 | 20    |
| 32    | 30 a 34 | 28    |
| 4     | 25 a 29 | 16    |
| 12    | 20 a 24 | 4     |
| 16    | 15 a 19 | 28    |
| 16    | 10 a 14 | 16    |
| 28    | 5 a 9   | 20    |
| 32    | 0 a 4   | 16    |

## Economia
El 2007 la població en edat de treballar era de 383 persones, 304 eren actives i 79 eren inactives. De les 304 persones actives 285 estaven ocupades (150 homes i 135 dones) i 19 estaven aturades (9 homes i 10 dones). De les 79 persones inactives 30 estaven jubilades, 29 estaven estudiant i 20 estaven classificades com a «altres inactius».

### Ingressos
El 2009 a Sept-Saulx hi havia 198 unitats fiscals que integraven 550,5 persones, la mediana anual d'ingressos fiscals per persona era de 21.326 €.

### Activitats econòmiques
Dels 37 establiments que hi havia el 2007, 3 eren d'empreses alimentàries, 13 d'empreses de construcció, 4 d'empreses de comerç i reparació d'automòbils, 5 d'empreses de transport, 2 d'empreses d'hostatgeria i restauració, 2 d'empreses immobiliàries, 4 d'empreses de serveis, 1 d'una entitat de l'administració pública i 3 d'empreses classificades com a «altres activitats de serveis».
Dels 12 establiments de servei als particulars que hi havia el 2009, 1 era un paleta, 4 guixaires pintors, 5 fusteries, 1 lampisteria i 1 empresa de construcció.
L'únic establiment comercial que hi havia el 2009 era una botiga de material esportiu.
L'any 2000 a Sept-Saulx hi havia 12 explotacions agrícoles que ocupaven un total de 510 hectàrees.

## Equipaments sanitaris i escolars
El 2009 hi havia 1 escola maternal i 1 escola elemental.

## Poblacions més properes
El següent diagrama mostra les poblacions més properes.